# Coccoloba oblonga
Coccoloba oblonga är en slideväxtart som beskrevs av Gustav Lindau. Coccoloba oblonga ingår i släktet Coccoloba och familjen slideväxter. Inga underarter finns listade i Catalogue of Life.